# Uncle Tupelo
Uncle Tupelo je bio američki alter country sastav iz Bellevillea, država Illinois, aktivan između 1987. i 1994. Jay Farrar, Jeff Tweedy i Mike Heidorn osnovali su sastav nakon što je pjevač njihova bivšeg sastava, The Primitives, otišao na studij. Trio je snimio tri albuma za Rockville Records, nakon čega su potpisali za Sire Records i proširili sastav na pet članova. Ubrzo nakon objavljivanja prvog albuma za veliku etiketu, Anodyne, Farrar je objavio svoju odluku o napuštanju sastava zbog neslaganja s Tweedyjem. Uncle Tupelo se razišao 1. svibnja 1994., po završetku oproštajne turneje. Nakon raspada, Farrar je s Heidornom formirao Son Volt, dok su ostali članovi postali poznati kao Wilco.
Iako se Uncle Tupelo raspao prije postizanja komercijalnog uspjeha, sastav je poznat po svojem utjecaju na glazbenu alter country scenu. Prvi album sastava, No Depression, postao je sinonim za žanr i ostvario veliki utjecaj. Zvuk Uncle Tupela bio je različit od country glazbe svoga vremena, tražeći inspiraciju iz stilova koji variraju od hardcore punka The Minutemena do country instrumentacija i harmonije Carter Family i Hanka Williamsa. Farrar i Tweedy stihovno su se često referirali na Središnju Ameriku i radničku klasu Bellevillea.

## Povijest

### The Plebes i The Primitives
Jay Farrar, zajedno sa svojom braćom Wadeom i Dadeom, početkom osamdesetih je svirao u garage sastavu The Plebes. Dolazeći iz Bellevillea, The Plebes su tražili način kako sudjelovati u natjecanju sastava, ali kako bi mogli nastupiti trebali su jednog člana srednjoškolca. Pozvali su Jeffa Tweedyja, srednjoškolskog prijatelja Jaya Farrara, da se pridruži sastavu i svira s njima u showu. Iako se nije najbolje snalazio sa svojim instrumentom, Tweedy je igrao važnu ulogu u sastavu dogovarajući prve nastupe. Iako su The Plebes svirali u rockabilly stilu, Tweedy je htio svirati punk rock jer je tako upoznao sastav. To je izazvalo nesuglasice između Tweedyja i Dadea Farrara, koji je napustio sastav dva mjeseca nakon Tweedyjeva dolaska.
Prije napuštanja sastava 1984., Dade Farrar je upoznao članove s Mikeom Heidornom, mlađim bratom svoje djevojke; Heidorn se zatim pridružio sastavu kao njihov bubnjar. The Plebes su zatim odlučili promijeniti ime u The Primitives, aluzija na pjesmu iz 1965. rock sastava The Groupies. Zbog nepopularnosti punk rocka u području St. Louisa, The Primitives su počeli svirati garage rock brzog tempa orijentiran na blues. Redovito su nastupali u svadbenoj sali u Millstadtu, gdje je Tweedyjeva majka Jo Ann skupljala honorar. Nastupali su i u B St Baru u Belleville sa sastavima kao što su The Newsboys (kasnije Sammy and the Snowmonkeys), Charlie Langrehr i The Symptoms. Wade Farrar je bio glavni pjevač sastava, ali je zbog studija na Sveučilištu Južnog Illinoisa i pokušaja regrutiranja u američku vojsku vrlo malo vremena mogao posvećivati sastavu. Osim toga, Heidorn je 1986. na koncertu slomio ključnu kost, što je izazvalo stanku u djelovanju sastava. Jay Farrar i Tweedy nastavili su pisati pjesme i svirati u Heidornovoj kući dok se on oporavljao, a 1987. su ponovno pokrenuli sastav. The Primitives su privremeno primili Tonyja Mayra kao basista kako bi Tweedy mogao svirati gitaru, ali je mjesec dana kasnije sastav donio odluku zadržati Tweedyja na basu i ostati trio. Kako bi izbjegli konfuziju s istoimenim uspješnim britanskim sastavom The Primitives, odlučili su ponovno promijeniti ime, u Uncle Tupelo. Dok su kao The Primitives izvodili samo obrade pjesama iz šezdesetih, trojac je napravio glazbeni zaokret i pod novim imenom počeo izvoditi vlastitu glazbu.

### Rana karijera
The Primitives su se preimenovali u Uncle Tupelo po liku u crtanom filmu kojeg je nacrtao Chuck Wagner, prijatelj članova sastava. Ime je nastalo kombiniranjem dvije nasumce izabrane riječi iz rječnika; inspiriran imenom, Wagner je nacrtao sliku starog, debelog Elvisa. Trio je snimio demovrpcu s četiri pjesme, kojom su dobili sporedne uloge na koncertima izvođača kao što su Johnny Thunders i Warren Zevon. Tweedy je upoznao Tonyja Margheritu dok je radio kao noćni službenik u St. Louisu. Nakon što je posjetio nekoliko koncerata sastava, Margherita je ponudio da im bude menadžer. Uncle Tupelo je počeo redovito svirati u Cicero's Basementu — lokalu blizu kampusa Sveučilišta Washington. Sastavi sličnog stila, među kojima je bio i Chicken Truck Briana Hennemana, često su nastupali na toj lokaciji, koja je krajem 1988. smatrana začetkom nove glazbene scene. Sastav se s dodatkom gitarista Alexa Mutruxa privremeno proširio na četiri člana, ali se ubrzo vratio na originalnu postavu.
Uncle Tupelo snimio je svoje prve pjesme u studiju pop-rock pjevača Adama Schmitta u Champaignu. Demoizdanje Not Forever, Just for Now uključuje pjesme "I Got Drunk" i "Screen Door", kao i rane verzije nekoliko pjesama koje će se pojaviti na njihovom prvom studijskom albumu. CMJ New Music Report dao je odličan osvrt te nazvao Uncle Tupelo najboljim nepotpisanim sastavom godine. Priznanje je privuklo pozornost nezavisnih etiketa, a sastav je odlučio potpisati s Jayom Fialkovom i Debbie Southwood-Smith iz Giant Recordsa. Objasnivši odluku, sastav je rekao da je "[naš] originalni cilj ne nasukati se s nezavisnom etiketom."

### Albumi za Rockville Records
Ubrzo nakon potpisivanja Uncle Tupela, Giant Records je promijenio svoje ime u Rockville Records. Prvi album sastava za Rockville, No Depression, snimljen je u nešto više od deset dana u siječnju 1990., u studiju Fort Apache South u Bostonu. Tematska struktura albuma vrti se oko njihovih adolescentskih života u Bellevilleu; primjeri su pjesme o želji izbjegavanja tvorničkog rada i strahu od potencijalnog regrutiranja za Zaljevski rat. Impresionirani njegovim radom na albumu Dinosaur Jr.-a Bug, sastav je htio da album produciraju Paul Kolderie i Sean Slade. Slade je dao Farraru da svira na istom Gibson Les Paul SG Junioru iz 1961. na kojem je J. Mascis svirao na Bugu. Album je objavljen 21. lipnja 1990., a sastav je proslavio svirajući dvije večeri u Cicero'su.
Između turneja, Farrar, Tweedy i Heidorn osnovali su country cover sastav nazvan Coffee Creek, zajedno s Brianom Hennemanom (kasnijim članom The Bottle Rocketsa). Henneman je impresionirao Uncle Tupelo, a bio je pozvan da bude gitarski tehničar i povremeni multiinstrumentalist. Dok su Farrar i Heidorn izbjegavali opijanje nakon koncerata, Tweedy bi pio cijelu noć. Iako je Tweedy prestao nakon što je 1991. počeo hodati sa Sue Miller, između Farrara i Tweedeyja već se bila pojavila značajna komunikacijska pukotina.
Do ožujka 1991., No Depression je prodan u 15.000 primjeraka te naveden u članku Rolling Stonea o zvijezdama u usponu. Međutim, Rockville Records je odbio platiti sastavu tantijeme za album, što će se nastaviti do isteka ugovora sa sastavom. Sastav je u sedamnaest dana u Long View Farmu u ruralnom North Brookfieldu snimio drugi album. I Still Feel Gone, sa slojevitijim zvukom, producirali su Kolderie i Slade, a na njemu su svirali i Slade, Henneman, Rich Gilbert, Chris Bess iz Enormous Richarda te Gary Louris iz The Jayhawksa. Sastav je bio razočaran produkcijom albuma i odlučio prekinuti daljnju suradnju s Kolderiejem i Sladeom. Ubrzo nakon toga, Uncle Tupelo je snimio "Shaking Hands (Soldier's Joy)" na albumu Michelle Shocked Arkansas Traveler i pridružio joj se na pratećoj turneji s Taj Mahalom i The Bandom. Međutim, turneja je trajala samo nekoliko koncerata zbog menadžerskih problema između Shocked i The Banda.
Alternativni rock do 1992. je postao mainstream, a od albuma objavljenog u tom stilu očekivalo se da sastavu zaradi ugovor s velikom izdavačkom kućom. Međutim, Uncle Tupelo nije htio pratiti stope sastava kao što su Nirvana, te su odlučili svirati country i folk pjesme "kao veliko 'jebi se' rock sceni". Peter Buck, gitarist R.E.M.-a, vidio je trojac na nastupu u 40 Watt Clubu u Athensu i potražio ih nakon koncerta. Buck je bio impresioniran obradom "Atomic Power" koju je sastav odsvirao te im ponudio svoje usluge za sljedeći album. U roku od pet dana, Buck je producirao sljedeći album sastava, March 16-20, 1992. Buck im je dopustio da tijekom snimanja ostanu u njegovoj kući, a nije im ništa naplatio za svoje usluge. Uloga Briana Hennemana na ovom je albumu povećana te je on naučio svirati mandolinu i bouzouki. Unatoč okretanju od popularnog alternativnog rocka, velike su izdavačke kuće nakon objavljivanja March 16-20, 1992 počele pokazivati zanimanje za Uncle Tupelo. Album je prodan u više primjeraka nego dva prethodna zajedno, iako je Rockville bio nezadovoljan jer se nije doticao popularnog alternativnog rocka.

### Ugovor s velikom etiketom
Joe McEwen iz Sire Recordsa 1992. je počeo pratiti sastav. McEwen, koji je u Sire doveo poznata imena kao što su Dinosaur Jr. i Shawn Colvin, bio je zainteresiran za njih još otkad je čuo demoizdanje Not Forever, Just for Now. Na nagovor Garyja Lourisa, McEwen je ponudio ugovor Uncle Tupelu. Menadžer sastava Tony Margherita zatražio je 50.000 dolara izlazne klauzule koju je morao uvrstiti u ugovor s Rockvilleom, oslobodivši tako sastav da potpiše sedmogodišnji ugovor sa Sireom. Ugovor je zahtijevao dva albuma i odredio budžet od 150.000 dolara za prvi.
U vrijeme snimanja March 16–20, 1992, Mike Heidorn je osigurao stalni posao u novinskoj kompaniji u Bellevilleu te hodao sa ženom koja je iz prethodnog braka imala dvoje djece. Uncle Tupelo je planirao europsku turneju, ali je Heidorn htio ostati u Bellevilleu sa svojom djevojkom, koju je oženio u kolovozu 1992.
Sastav je prije promotivne turneje za March 16-20, 1992 održao audicije, a istaknula su se dva kandidata: Bill Belzer i Ken Coomer. Iako su se Farrar i Tweedy složili da je Coomer bolji bubnjar, zastrašila ih je njegova divovska statura i dugi dreadlocksi. Sastav je izabrao Belzera kao Heidornovu zamjenu, ali se on u sastavu zadržao samo šest mjeseci. Tweedy je objasnio Belzerov odlazak:
"Šest smo mjeseci imali Belzera u sastavu. Želim vjerovati da je to bio samo mjuzikl, ali iskreno vjerujem da nije funkcioniralo na taj način. Vjerujem i da u toj točki našeg života nismo bili dovoljno emocionalno zreli biti bliski prijatelji s gay osobom ... A Bill je bio i jest vrlo ponosna i pravedna gay osoba, vrlo otvorena po pitanju svoje homoseksualnosti."
Nakon turneje po Europi kao predgrupa sastavu Sugar, Uncle Tupelo je odlučio zamijeniti Belzera Coomerom. Sastav je eksperimentirao i s novim članovima: John Stirratt je zamijenio Briana Hennemana (koji je formirao The Bottle Rockets) dok se Max Johnston, brat Michelle Shocked, pridružio kao koncertni član sastava na mandolini i violini. Stirratt je postao stalni basist, što je dopustilo Tweedyju da izvodi više pjesama s gitarom.
Sada kao peteročlani sastav, Uncle Tupelo je početkom 1993. u studiju Cedar Creek u Austinu snimio svoj prvijenac za veliku izdavačku kuću. Anodyne se sastojao od snimki uživo iz studija, a uključivao je i duet Farrara i Douga Sahma iz Sir Douglas Quinteta. Album je prodan u 150.000 primjeraka te postao njihovo jedino izdanje na Billboardovoj ljestvici Heatseekers. Sastav je nastupao do kraja godine, završivši s rasprodanim koncertom u Trampsu u New Yorku. Zbog njihove koncertne privlačnosti, šefovi Sirea počeli su viđati sastav kao potencijalni hit.

### Raspad
Uz dodatak Stirratta, Coomera i Johnstona prije snimanja Anodynea, odnos Farrara i Tweedyja postao je turbulentniji i doveo do verbalnih prepirki između dvojca nakon koncerata. Tweedy se jednom prilikom prisjetio:
"Negdje u to vrijeme rekao bih nešto u mikrofon na pozornici, a nakon toga bi me [Farrar] gurnuo u stranu i rekao, "Da nisi ikad više govorio u taj mikrofon, jebote." Pogrešno bi me procijenio da govoreći u mikrofon dokazujem svoj nekontrolirani, razuzdani ego, još jedan dokaz da se više nisam morao biti tako jebeno preplašen."
Tweedy je smatrao da su mu novi članovi pružili novu priliku da pridonese sastavu, ali je Farrar osjećao prezir prema Tweedyjevu novom neopterećenom stavu. Godinama kasnije, Farrar je tvrdio da je bio u iskušenju da napusti sastav nakon što je vidio Tweedyja kako gladi kosu Farrarove djevojke, što mu se činilo kao čin namjere. U siječnju 1994., Farrar je nazvao menadžera Tonyja Margheritu kako bi ga obavijestio o svojoj odluci o napuštanju sastava. Farrar je rekao Margheriti da se više ne zabavlja i da više ne želi raditi s Tweedyjem. Ubrzo nakon raspada, Farrar je objasnio svoj odlazak: "Jednostavno je izgledalo kao da je došlo do točke gdje Jeff i ja nismo bili kompatibilni. To je prestao biti simbiotički spisateljski odnos, vjerojatno nakon prvog albuma."
Tweedy se naljutio kad je čuo vijest iz druge ruke, od Margherite, jer mu Farrar to nije htio reći u lice. Sljedećeg dana dva su se pjevača upustila u žestoku verbalnu konfrontaciju. Kao uslugu Margheriti — koji je potrošio značajan iznos novca kako bi održao sastav na okupu — Farrar je pristao na posljednju turneju s Uncle Tupelom u Sjevernoj Americi. Tweedy i Farrar ponovno su se posvađali dva tjedna nakon početka turneje, zbog Farrarova odbijanja pjevanja harmonije na Tweedyjevim pjesmama. Sastav se tijekom turneje prvi put pojavio na nacionalnoj televiziji, u emisiji Late Night with Conan O'Brien. Sire je zahtijevao da u nastupu izvedu "The Long Cut", što je još više razbjesnilo Farrara jer je pjesmu napisao i pjevao Tweedy. Posljednji koncert Uncle Tupela održan je 1. svibnja 1994. u klubu Mississippi Nights u St. Louisu. Tweedy i Farrar tijekom koncerta su izveli po devet pjesama, a Mike Heidorn im se pridružio na bisu kao bubnjar.

### Nakon raspada
Nakon posljednje turneje Uncle Tupela, Tweedy je potaknuo članove sastava da mu se pridruže u novom sastavu, dok je Farrar tražio članove za vlastiti sastav. Tweedy je uspio zadržati ostatak postave Uncle Tupela i formirao Wilco. Wilco je počeo vježbati nekoliko dana poslije posljednjeg koncerta Uncle Tupela, a u kolovozu 1994. bili su u studiju zbog svojeg prvog albuma, A.M. Farrar je zamolio Jima Boquista da se pridruži njegovu novom sastavu, Son Volt; Boquist je bio multiinstrumentalist koji je svirao s Joeom Henryjem kao predgrupa na posljednjoj turneji Uncle Tupela. Boquist je doveo i svoga brata Davea, a Farrar je nagovorio Mikea Heidorna da napusti Belleville kako bi se pridružio sastavu. Farrarova nova četveročlana postava počela je u studenom 1994. snimati svoj debitantski album Trace.
Wilco je potpisao s Reprise Recordsom, a Son Volt za Warner Bros. Records. Son Volt je imao rani college rock hit "Drown" s albuma Trace, ali je Wilco u nadolazećim godinama postigao veći komercijalni uspjeh. Mike Heidorn u intervjuu za PopMatters komentirao je mogućnost ponovnog okupljanja: "ništa nije sigurno, ali ja bih rekao, 'Nema šanse'". Farrar je rekao da ne želi okupljanje sastava, a Tweedy da vjeruje kako okupljanje ne bi bilo glazbeno produktivno.
Farrar i Tweedy 2000. su tužili Rockville Records i direktora Dutch East India Tradinga Barryja Tenenbauma zbog tantijema koje im je kuća navodno dugovala, dobivši odštetu od Tenenbauma i zajednička prava na prva tri albuma Uncle Tupela. Nakon osiguravanja prava, sastav je objavio kompilaciju nazvanu 89/93: An Anthology. Uncle Tupelo je 2003. objavio reizdanja svoja prva tri albuma, koja su prije tužbe prodana u preko 200.000 primjeraka.

## Utjecaji
Kao The Primitives, Tweedy i Farrar bili su pod snažnim utjecajem punk sastava kao što su The Ramones i The Sex Pistols. Međutim, počeli su slušati country glazbu jer punk rock nije dobro primljen na glazbenoj sceni u Bellevilleu i St. Louisu. Dok su ih s countryjem isprva upoznali roditelji, mnogo je vremena prošlo prije nego što su ga počeli i sami slušati. Farrar je obično pisao pjesme o Središnjoj Americi, dok je Tweedy bio više okupiran popularnijim temama kao što su ljubavne veze. Farrar je pronašao utjecaje u Kurtu Vonnegutu i Jacku Kerouacu, koje je čitao dok je radio u majčinoj knjižari. Kao glavni pjevač Uncle Tupela, Farrarovi stihovi na koncertima su bili u prvom planu, ali je glazbeni stil sastava bio uglavnom pod utjecajem Tweedyja i Heidorna. Jeff Tweedy je u intervjuu za St. Louis Post-Dispatch izjavio:
"Vjerojatno imamo više utjecaja nego što znamo što ćemo s njima. Imamo dva glavna stila koja su utjecala na nas. Na primjer, volimo Black Flag koliko i ranog Boba Dylana i Dinosaur Jr. kao Hanka Williamsa ... Nama je hard-core punk kao folk glazba. Pod snažnim smo utjecajem obaju stilova. Svirat ćemo oboje u istom setu ako imamo priliku. Što se glazbe tiče, nismo pristrani."
Tweedy je posebno bio inspiriran Minutemenom te napisao pjesmu o D. Boonu nakon Boonove smrti u prometnoj nesreći. Sastav je objavljivao pjesme koje su originalno izvodili Creedence Clearwater Revival, The Carter Family, Leadbelly, Gram Parsons, The Soft Boys, The Louvin Brothers, Texas Tornados i The Stooges. Objavljivanje March 16–20, 1992 u trenutku probijanja alternativne glazbe bio je potez inspiriran odlukom Neila Younga da objavi izazovne albume On the Beach i Tonight's the Night odmah nakon komercijalno uspješnog Harvest.

## Ostavština
Uncle Tupelo navodi se kao jedan od osnivača žanra alternativnog countryja, spoja alternativnog rocka i tradicionalne country glazbe. Dok je žanr kasnije postao povezan sa samostalnim izvođačima kao što su Gram Parsons i Lyle Lovett, Uncle Tupelo se smatra prvim sastavom alternativnog countryja. Neki mediji kao što je BBC sugerirali su da je jedini autor žanra. Međutim, Tweedy i Heidorn su osporavali tu tvrdnju, a Farrar je rekao kako nema razlike između alternativnog countryja i drugih žanrova kao što je roots rock. Heidorn je u intervjuu za Country Standard Time komentirao:
"Čudno je čuti kako se spominje Uncle Tupelo zbog onoga što smo mi radili u tako dugoj liniji glazbene povijesti. Ljudi s nama griješe u startu govoreći kako smo pokrenuli nešto, jer mi smo samo preuzeli nešto što su započeli drugi, počevši s Woodyjem Guthriejem pa dalje s početkom šezdesetih s Flying Burrito Brothersima pod čijim smo utjecajem bili. Nismo pokrenuli žanr. Pridonijeli smo dugoj liniji prilično dobre glazbe. To je način na koji smo mi na to gledali u to vrijeme."
Prva tri albuma sastava utjecala su na suvremene roots rock glazbenike kao što su Richmond Fontaine i Whiskeytown. Korištenje distorziranih gitara Uncle Tupela u izvođenju glazbenog stila koji je bio poznat po svojoj revnosti postao je trajni trend u modernom rocku devedesetih. Jason Ankeny je napisao za Allmusic:
"Izdanjem njihova debitantskog LP-a No Depression iz 1990., trojac Uncle Tupelo iz Bellevillea u Illinoisu lansirao je nešto više od vlastitih karijera - spajajući jednostavnost i iskrenost country glazbe s osvježavajućim bijesom punka, pokrenuli su revoluciju koja je odjeknula diljem američke underground scene."
Njihov album No Depression iz 1990. posudio je ime utjecajnom časopisu o alternativnom countryju. Zbog utjecaja albuma i časopisa, izraz "No Depression" postao je sinonim za alternativni country — posebno za sastave s punk rock utjecajima.

## Diskografija

### Albumi
- No Depression
- Still Feel Gone
- March 16-20, 1992
- Anodyne

## Vanjske poveznice
- Službena stranica  Arhivirana inačica izvorne stranice od 10. ožujka 2015. (Wayback Machine)
- Factory Belt: Neslužbeni arhivi Uncle Tupela
- Postcard From Hell Mailing List